# ヤーロウ式ボイラー

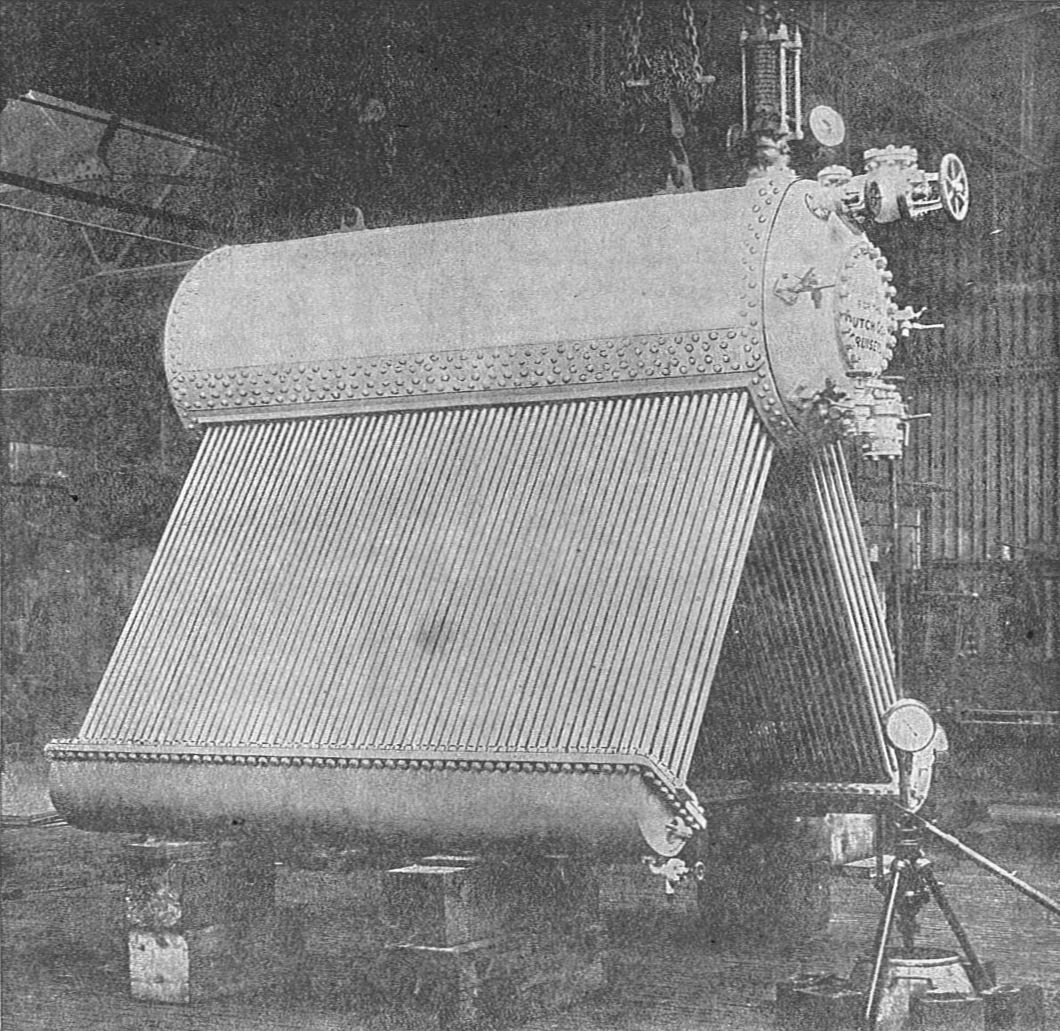
煙道と外側ケーシングを取り外したヤーロウ式ボイラー

ヤーロウ式ボイラー（ヤーロウしきボイラー、Yarrow boiler）はイギリスのヤーロウ・シップビルダーズ社が開発した高圧水管ボイラーで、船舶、とりわけ軍艦に広く採用された。ヤーロー式と表記することもある。
ヤーロウ式ボイラーは三胴式で、三角形の頂点に発生した蒸気を集める円筒状の蒸気ドラム、下部の2つの頂点に蒸気ドラムより細身の水ドラムを配し、蒸気ドラムと水ドラムの間に直線状に多数の水管を渡した構成になっており、三角形の底辺に火炉を設けて水管を加熱するようになっていた。ヤーロウ式ボイラーは、直管を用いることと、外部にダウンカマーを設けることなく上昇・下降双方向の循環を完全に混在させることに特徴がある。 

## 初期の水管ボイラー
イギリス海軍では、水管ボイラーが使用されるようになった初期にさまざまな物議を醸し、1900年頃には「ボイラーの戦い」と呼ばれる論争まで起きていた。ベルヴィール式やニクロース式といった初期の水管ボイラーは、水平面に対して浅い角度で傾けた直径約4インチの直管を多数並べたものであった。水管は鋳鉄製の管寄せに接合されていたが、この接合部で蒸気が漏れることが大きな課題となっていた。これは、当時は直管の熱膨張により接合部に負担がかかっているためだと考えられていた。ベルヴィール式・ニクロース式ともに非常に大柄な設備であり、前弩級戦艦には搭載できたが小型の魚雷艇や駆逐艦はとても搭載できるものではなく、小型化を目指した研究開発が盛んに行われていた。 
その後、直径約2インチほどの細い水管を使用することで、体積および重量に対する伝熱面積の比を格段に高めた設計が採られるようになり、小型艦に搭載可能なほど軽量のボイラーが実現できるようになった。こういったボイラーのほとんどは、ジュタンプル式やノルマン式に代表される三胴式のものであった。 三胴式の出現により水管の配置は垂直に近くなり、細管でも熱がうまく循環するようになった。しかし管の熱膨張による接合部への負荷は相変わらず課題であり、伝熱面積を稼ぐ都合もあって水管は曲線状になっていたが、甚だしいものではヘアピンあるいはS字のように複雑な形状に曲げられていた。これには実用上2つの大きな問題があり、1つは複雑に曲がった水管の洗浄が困難であること、もう1つは管寄せに集まる水管の角度がまちまちで、高い信頼性をもつ接合部を作るのが困難であることであった 

## ヤーロウの水管ボイラー

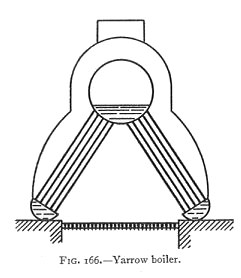

これに対して、ヤーロウ社のアルフレッド・ヤーロウは、既に発表されていたさまざまなボイラーをよく検討した上で水管ボイラーの開発に取りかかった。ヤーロウは理論的な実験に基づいて長い検討を重ね、1877年に開発に着手したものの、その10年後の1887年に初めて魚雷艇向けに製作するまで、商用ボイラーの製作には手を付けなかった。 
開発期間は極めて長かったが、その設計の基本となる着想は極めて直接的なものであったようである。ボイラー部門の責任者であるウィリアム・クラッシュとヤーロウとの最初の会話の記録には、ヤーロウの姿勢や着想が如実に現れている。この中でヤーロウは「我々は、水管ボイラーについて考えを改めなければならない」と言い、祈るときのように指を揃えながら「なぜこういうボイラーではないのか？」 、「直管？」と語っている。この言葉の中に、ヤーロウ式ボイラーの3つの基本設計原則のうち2つが既に表現されている。 

## 直管
初期には、設計者は加熱時の水管の熱膨張をどう処理するかに意を用いており、炉に近い部分は遠い部分よりも大きく熱膨張するため、炉に近い部分で変形を許容することで熱膨張による変位を吸収しようとする努力がなされていた。このためにソーニクロフト式ボイラーのように水管を大きく湾曲させる設計が採られていたが、製造が困難になるうえに管支えを配する必要があった。 
これに対し、ヤーロウは、水管が水で満たされているうちはその温度は常に比較的低く保たれていること、高温になったり変位が生じるのは水管が蒸気で満たされたときだけで、そのときは循環も止まっていることに気付いていた。 
このことから、ヤーロウは水管を直管とすることは十分可能で、直管にすれば製造も洗浄も容易であるという明らかな利点が得られると結論づけた
既に出力向上のためボイラーの使用圧力は高まりつつあったが、これに耐えられる管を手に入れるのは困難になりつつあり、既にほとんどのメーカーは管の溶接に問題を抱えるようになっていた。直管には、当時新たに開発された高強度の継目無引抜鋼管が利用できるという利点もあった。 

## ヤーロウの実験

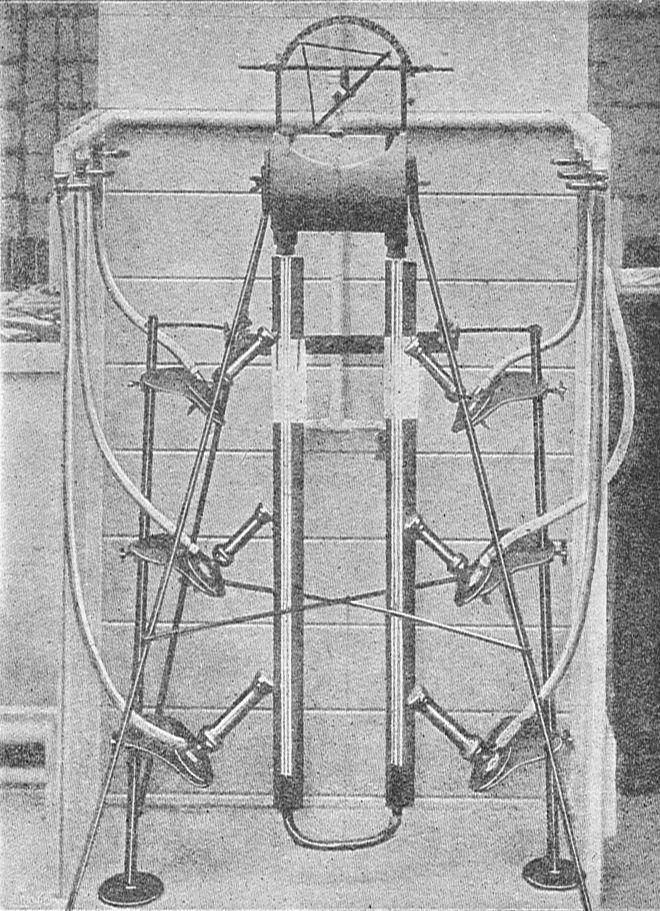
ヤーロウのU字管循環実験

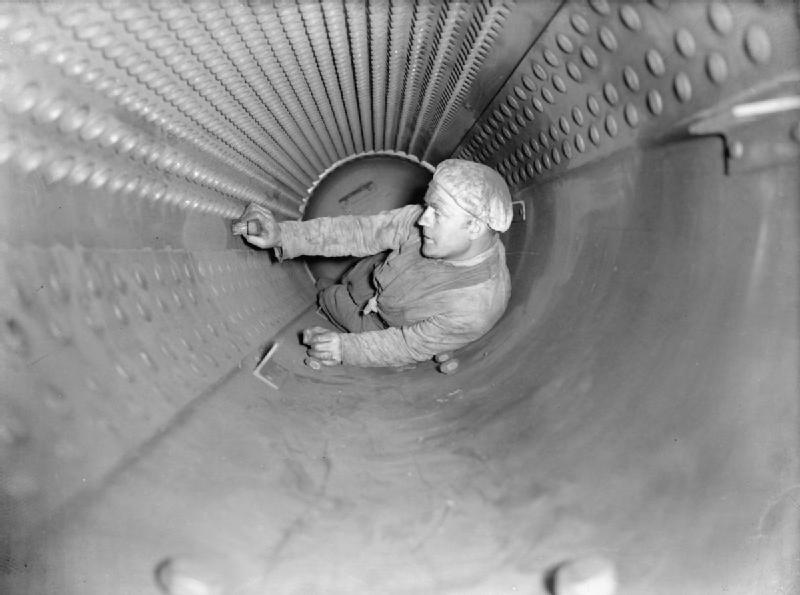
洗浄作業中のヤーロウ式ボイラー

当時、既に水管ボイラーの動作は水管を連続的に水が流れるか否かにかかっており、しかもその流れはポンプではなく熱サイフォン効果によって産み出されなければならないことが認識されていた。 
水管は、上部に設けられた蒸気ドラムと下部の水ドラムの間に取り付けられた多数の小径管であり、ウィリアム・フェアバーンの研究により水管の直径の重要性や小径管が大径管に比べていかに高い圧力に耐え得るかが明らかにされていた。ドラムは圧力に耐えるため頑丈な構造になっており、定期的に内部の検査・清掃を行うためマンホールが設けられていた。 
水管中には火炉による加熱のために上昇流が生じており、それに見合う給水を行うためには過熱されないよう外付けにしたダウンカマー (下降管) が必要であると考えられていた。このため、ほとんどの水管ボイラーには蒸気ドラムと水ドラムを結ぶ外付けの大径管が取り付けられていた。この大径管は、その剛性や管にかかる圧力のために信頼性の面で問題を抱えていた。 
これに対してアルフレッド・ヤーロウは有名な実験を行い、この仮定を否定した。ただし、彼がこの仮定を否定しうることを実験を通じて見出したのか、あるいは既に理論的に予測していたことを実験によって実証しただけなのかは明らかになっていない。 
ヤーロウの実験装置は、U字管の両側にブンゼンバーナーを設けて加熱できるようし、U字の両腕を流量計を取り付けたタンクに繋げたものであった。流量計は簡素なものだったが、タンクを通る流れの方向の他、その強さがおおよそ分かるようになっていた。 
U字の片側だけを加熱すると、予想通り加熱された水がその腕の中を上向きに流れた。 
一方、反対側の腕も加熱した場合、当時は両側からの上昇流がぶつかり合って循環流が遅くなるか完全に止まると考えられていた。しかし、ヤーロウの実験では循環流は遅くなるどころかむしろ速くなり、流量が増加することが分かった。ヤーロウの実験により、管の加熱状態にある程度の非対称性がある場合には循環が止まることはなく、ダウンカマーを加熱することでむしろ流量が増え得ることが示されたのである。 
ヤーロウは実験を繰り返し、U字管を水平面に対して浅い角度にした状態から始め、最後には全体を加圧下に置いてみた。どの場合も結果は変わらず、循環は維持されていた。 
この結果を受けて、ヤーロウは外付けのダウンカマーを省略できると結論づけた。水は水管のうち火炉に近いものでは上向き、外側にあって火炉より遠いものでは下向きに流れることで熱サイフォン効果による循環流が生じていた。 

## 解説

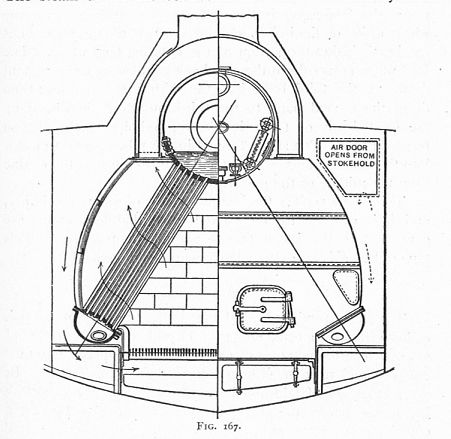
ボイラーの半断面図。炉壁と煙道が示されている。

ヤーロウが生産したボイラーのデザインはシンプルかつ特徴的で、ほとんど変更されることはなかった。三角形の上部の頂点に大きな蒸気ドラム、下部の2つの頂点にそれぞれ小さな水ドラムが置かれ、蒸気ドラムと水ドラムの間をまっすぐな水管が繋いでいた。 
火炉は両側の水管群の間のスペース (3つのドラムからなる三角形の底辺) に設けられた。初期のものは手動投炭の石炭焚きであったが、後に石油焚きとなった。缶体は耐火レンガで裏打ちした鋼製ケーシングで密閉されていた。ボイラー両端の壁面には爆発戸あるいは石油バーナーが取り付けられていたが、伝熱面は設けられていなかった。煙道はケーシングの中央上部にあり、排気ガスは蒸気ドラムの周囲を通って排出された。排気ガスによる蒸気ドラムの腐食を抑えるため、蒸気ドラムを簡単な除煙板で囲むこともあった。メンテナンスのため、水ドラムの下部と蒸気ドラムの両端だけはケーシングの外側に露出していた。水位は蒸気ドラムの直径の約3分の1とされ、水管の端面が常に水中にあるように維持された。 
ボイラーの重量は水ドラムにかかり、火床で支持されていた。蒸気ドラムは水管で支えられているだけで他には固定されていなかったので、水管が熱膨張しても自由に動くことができ、接合部に過大な負荷がかからないようになっていた。過熱式とする場合は過熱器を蒸気ドラムから吊り下げるようにして取り付けた。水管ボイラーは初期のスコッチボイラーや煙管ボイラーと比較して水量が減った分だけ軽量であるとされ、大がかりな支持構造は不要であった。 

### 設計の進化

#### 水ドラム

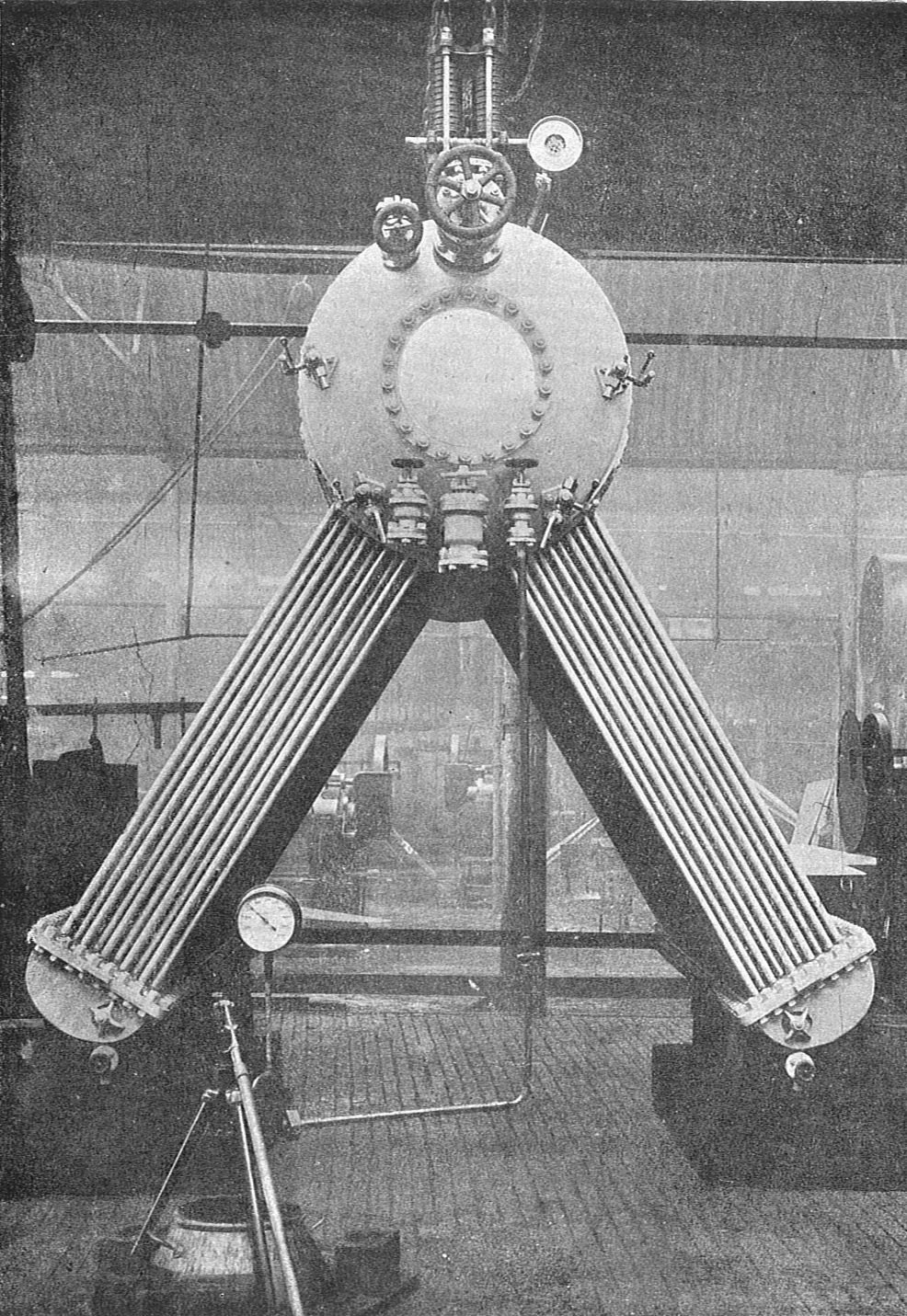
初期のヤーロウ式ボイラー。水ドラムの断面がD字型になっているのが分かる。

初期のヤーロウ式ボイラーでは、水ドラムの断面はD字型になっていた。これは水管の取り付けを容易にするために平らな管板と半円上のトラフを組み合わせていたためである。管板はトラフにボルト止めされており、定期検査や水管の清掃の際に分解することができるようになっていた。 
D字型断面は、圧力により管板を円弧状に変形させようとする力が働くために、圧力部に理想的な形状とは言えなかった。ボイラー爆発事故の経験から、ボイラー内部の鋭角部も溝状腐食を受けやすいことが分かってきた。 
このため、後に製造されたボイラーでは、水管と水ドラムの接合部が曲面状となるために閉止栓で閉塞しにくくなることを承知で水ドラムをより円筒状に近い形状にするようになった。こういった水ドラムでは、両端にマンホールを設けて水管にアクセスできるようになっていた。 

#### ダウンカマー
ヤーロウ式ボイラーでは、水の循環は内管列と外管列の間の温度差に依存していた。低出力のうちは温度差の維持も簡単であったが、高圧になるにつれて温度差が小さくなり、循環効率が低下するという問題があった。これは、加熱される煙道の外側に、ダウンカマーを外付けすることで改善することができた。 
ヤーロウ式ボイラーではダウンカマーはほとんど必要なかったが、一部にはダウンカマーを取り付けたものもあった。 

#### 両面焚きボイラー
両面焚きボイラーは1905年にスペイン政府向けに製造されたのが最初である。ヤーロウ式ボイラーは元より両面焚きに向いていて、その方が効率が若干高いことも分かっていた。 
ヤーロウの造船所は建造できる艦艇のサイズに制約があり、ヤーロウはより大きな艦艇向けのボイラを部品として出荷していた。 

### 過熱器

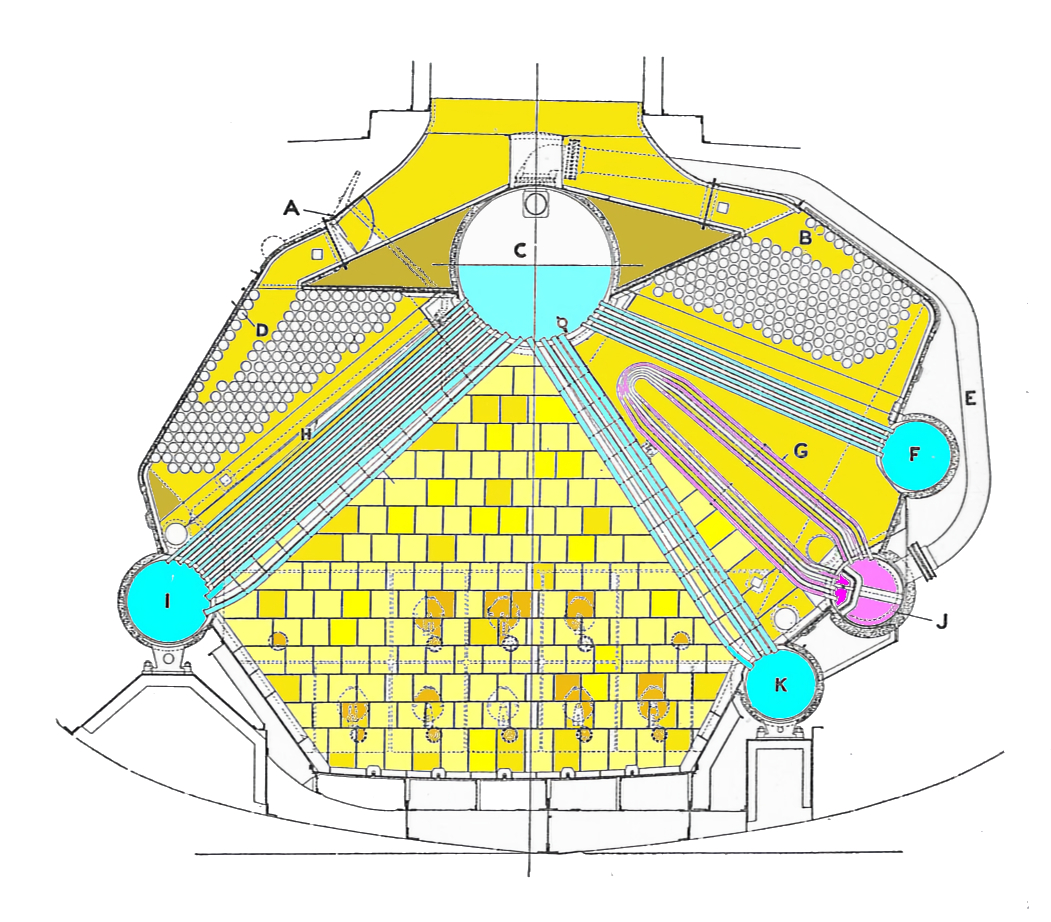
過熱器付きのダブルフロー型非対称ボイラー。

初期のヤーロウ式ボイラーは飽和型であったが、艦船の主機に蒸気タービンが用いられるようになると蒸気温度をさらに高めなければならなくなったため、過熱型に改良されていった。 

#### 非対称ボイラー
ヤーロウ式過熱器は、水管に平行に置いたヘアピン状の管からなっていた。水管は2群に分けられ、それぞれに水ドラムが設けられていた。過熱器はこの2群の水管の間に配置されており、過熱管の両端は一本の過熱器管寄せに繋がれ、内部に設けたバッフルによって湿り蒸気と乾燥蒸気を分離するようになっていた。 
過熱器には、水管群の内管と外管の間の温度差を大きくすることで循環をスムーズにする効果もあった。この目的で、2つの水ドラムを加熱されないダウンカマーで連結することもあった。これは後に開発されたアドミラルティ三胴式ボイラーでさらに洗練された形となった。 

#### フロー制御
過熱器は、ボイラーの片側だけに1基設けられた。シングルフロー型の非対称ボイラーは、すべての排気ガスを過熱器のある管群に通せるようになっている。この場合、他方の管群は純粋に輻射のみによって加熱され、熱容量が小さい分だけ管の数を減じてあることが多かった。 
ダブルフロー型非対称ボイラーは、排気ガスが両側の管群を通るようになっていたが、過熱器が設けられているのは片方だけであった。過熱器がない側には操作できるバッフルが設けられ、これを閉じることで過熱器を通る排気ガスの流量を増やすことができるようになっていた。こういったボイラーでは、バッフルの上に給水加熱器を追加してあることが多かった。

### アドミラルティ三胴式ボイラー
ヤーロウは後にその設計をさらに進め、戦間期にイギリス海軍向けにアドミラルティ三胴式ボイラーを開発した。 

アドミラルティ三胴式ボイラーの構成図

これは石油焚きの高圧型ヤーロウ式ボイラーとほとんど同じもので、水ドラムは円筒形となり、一部にダウンカマーを取り付けたものもあった。大きな違いは、水管の形状とその配置であった。直管の代わりに両端をいくらかクランクさせた管を用い、これで稼いだ空間に過熱器が設けられていた。この構成により、内側の水管と外側の水管の温度差が大きくなるため、使用圧力を高めてもスムーズに循環させることができた。
右の構成図において、構成要素はそれぞれ以下の通り番号が振られている。給水管(8)は蒸気ドラム(7)の中を通っており、給水はここで予熱されてから水管(9)を通り、燃焼ガス(2)から熱を受け取り飽和蒸気となって蒸気ドラム(7)に集められる。飽和蒸気は蒸気ドラム(7)から飽和蒸気取出管(6)を通って過熱器(10)に導かれ、過熱蒸気となって過熱器管寄(4)から過熱蒸気取出管(5)を経て機関室へ送られる。
1. ビルジ
2. 燃焼ガス
3. バーナー
4. 過熱器管寄
5. 過熱蒸気取出管
6. 飽和蒸気取出管
7. 蒸気ドラム
8. 給水管
9. 水管
10. 過熱器
11. ボイラー架台

## 船舶での利用

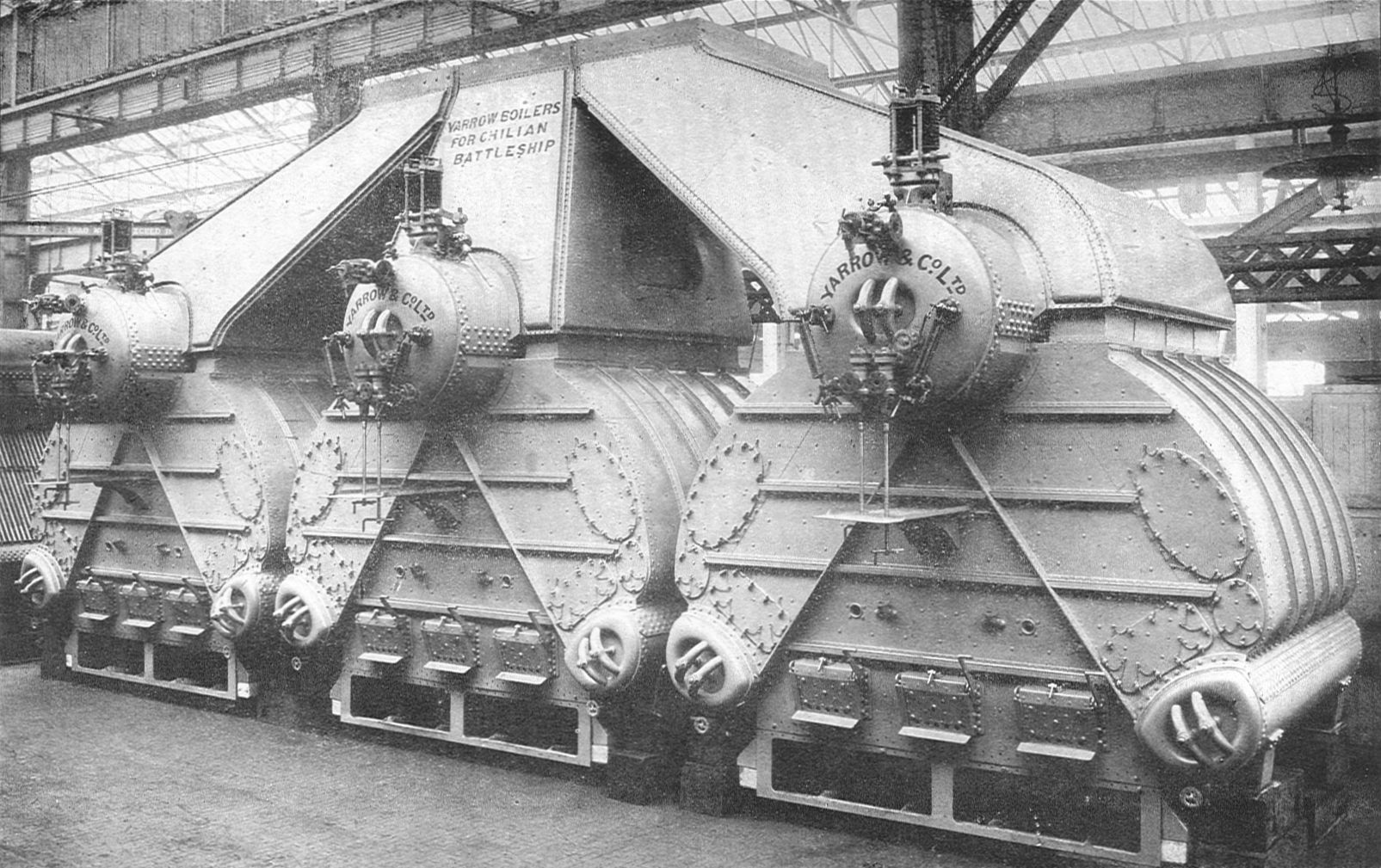
チリ海軍の戦艦に搭載されたボイラー。3基1組になっていることが分かる。

ハヴォック級駆逐艦の1番艦ハヴォックと2番艦ホーネットはともにヤーロウに発注されたが、比較のためハヴォックは煙管ボイラー、ホーネットはヤーロウ式ボイラーを搭載して建造された。
最初に製作されたヤーロウ式ボイラーは小型駆逐艦向けで、船幅全体に渡るものであった。初期にはボイラー3基がタンデム配置され、それぞれに煙突が設けられていた。後に主力艦向けに製作されたボイラーでは、多数のボイラーを3基セットでグループ化することが多かった。

## 陸用ボイラー
1922年に、ハロルド・ヤーロウは当時の発電ブームに乗って陸用ボイラー市場に進出することを決断した。ダンストン発電所やブライトンに設置されたボイラーは、舶用ボイラーだったからである (ダンストン発電所にはバブコック・アンド・ウィルコックス製の石炭焚き舶用水管ボイラーが設置された)。舶用ボイラーは伝熱面積が広く、蒸気の立ち上がりが速いことが認められていた。 
大型陸用蒸気タービンには高効率と過熱度の向上が求められたため、舶用ボイラーを元にして設計変更が図られた。非対称ボイラーはこの設計変更により生まれたもので、一方の管群を大きくして燃焼ガスの大半を受け止めるように変更された。この管群には2組の水管群とその間に置かれた過熱器が設けられ、燃焼ガスからより多くの熱を取り出すようになった。もう一方の管群は火炉からの輻射熱で加熱されるようになっていた。 
使用圧力もどんどん高くなり、1927年には575ポンド毎平方インチであったものが、1929年までには試験用ボイラーで1,200ポンド毎平方インチを達成した。 

## 鉄道用ボイラー
ヤーロウ式ボイラーの蒸気機関車における使用例は、1924年にロンドン・アンド・ノース・イースタン鉄道の技師長ナイジェル・グレズリーが設計した試作機関車LNER W1形蒸気機関車のみである。グレズリーは船舶における高圧蒸気と複式機関の効率に注目し、蒸気機関車に適用しようと考えていた。当時ヤーロウ社を率いていたハロルド・ヤーロウは、同社ボイラーの市場拡大に繋がるとみてこれに協力することにした。 
このボイラーは通常のヤーロウ式ボイラーとは異なる設計で、特にその循環経路においてウールノー式ボイラーなど他の三胴式ボイラーとの共通点の方が多かった。また、火室を拡大して全体がボイラーとなるようにしたブロタン・デフナー式ボイラーの進化型であると説明されることもあった。 
しかし、このボイラーは燃料の消費が激しかったことから広く鉄道用に採用されることはなく、W1型機関車も1937年に通常の機関車用ボイラーに換装されている。 